# 宮床ダム
宮床ダム（みやとこダム）は、宮城県黒川郡大和町、一級河川・鳴瀬川水系宮床川に建設された都道府県営ダムである。吉田川の治水と仙台市泉区への上水道供給を目的とした多目的ダムである。ダム湖は、あさひな湖と命名され、ダム湖百選に選定されている。

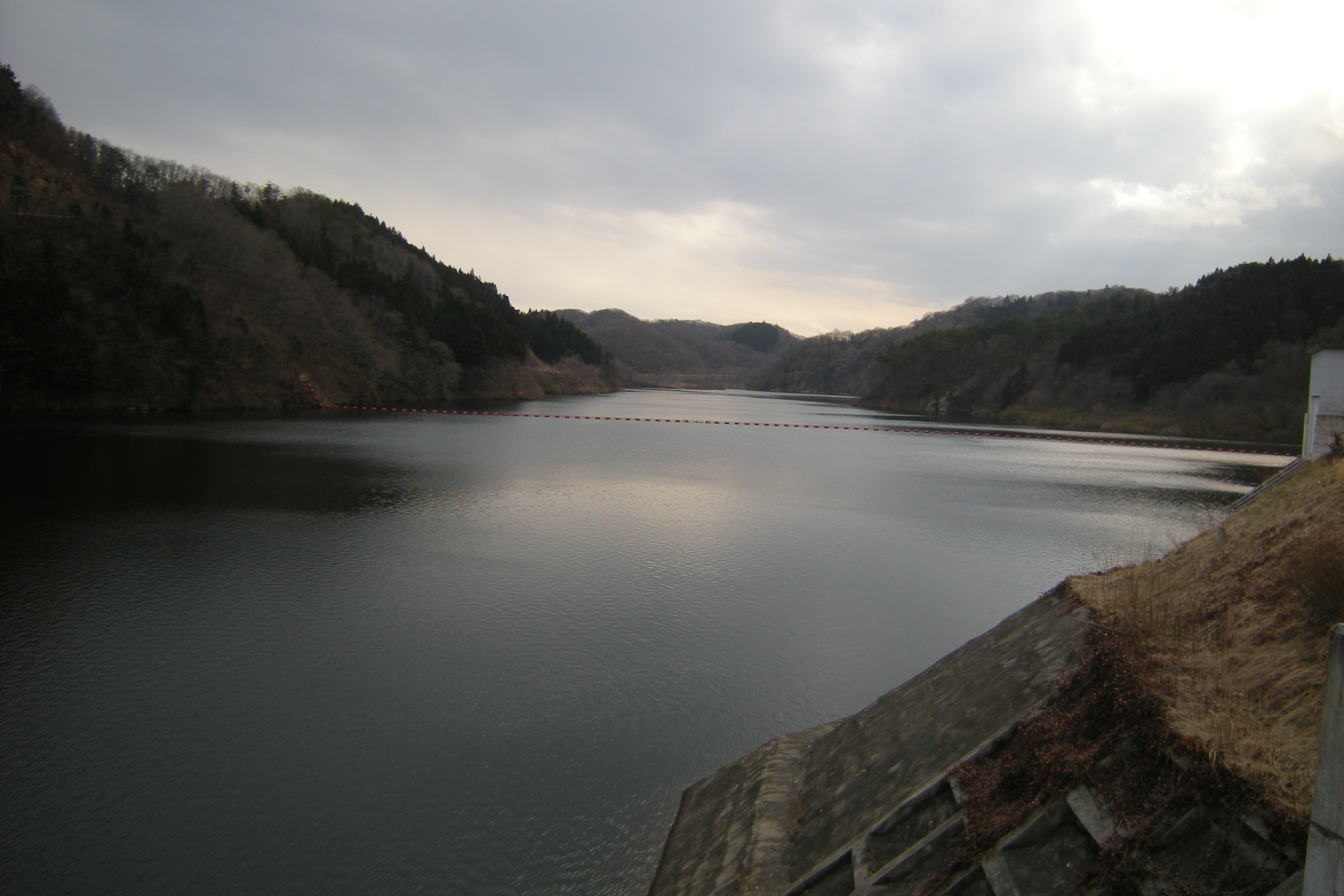
あさひな湖

## 歴史
- 1973年（昭和48年） 予備調査開始
- 1982年（昭和57年） 工事着手
- 1997年（平成9年）3月 堤体等主要工事完成
- 1999年（平成11年） 完成